# 上海城市規画展示館
上海城市規画展示館（シャンハイじょうしきかくてんじかん、中: 上海城市规划展示馆）は中国・上海の人民広場にある博物館で、上海市人民政府庁舎の隣にある。
ここは地上6階、地下2階の建物で、上海の都市計画と発展に関する展示を行なっている。目玉は上海市街地全体をカバーした大型模型であり、そこには既存の建物と将来的に計画中の建物もある。他にも上海の歴史と都市計画いに関する展示があり、外灘など特定の地域に限った小型模型もある。上海城市規画展示館は、様々なジャンルに対応した一時展示のためのスペースも持っている。

## 建物

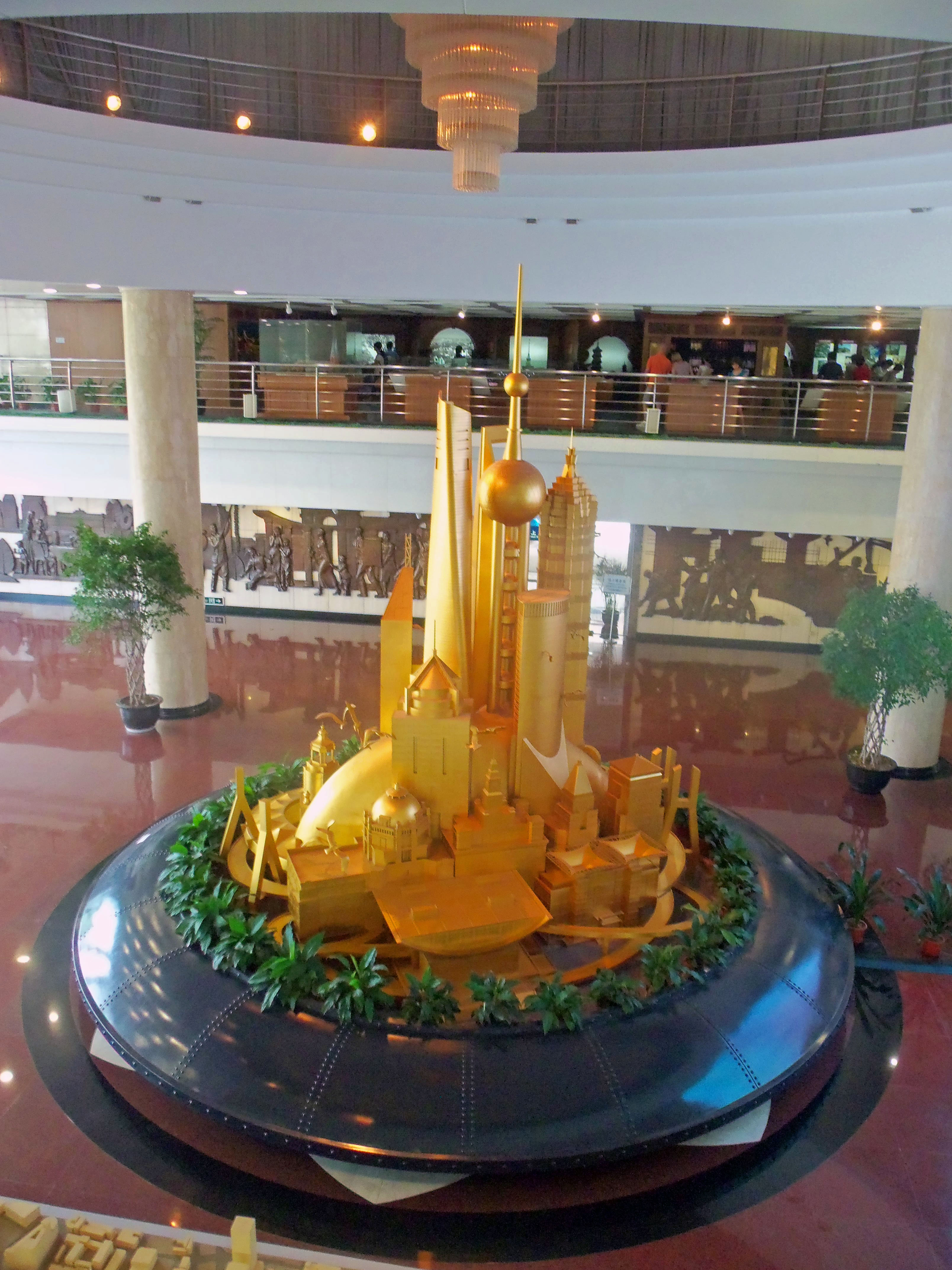
ロビーにある、上海の近代化のシンボルを表現したモニュメント

上海城市規画展示館は1990年代から2000年代にかけて人民公園の南端（人民広場の北隣）が再整備された際、その一環として建てられた。人民公園と人民広場はかつての上海競馬場があったところで、今日でも上海中心部で最大規模のオープンスペースの一つである。
この建物は East China Architecture Design & Research Institute (ECADI) の凌本立が設計したもので、人民広場のもう一角を占める現代建築の上海大劇院と調和がとれるよう配慮された。上海城市規画展示館は43メートルの高さがあり、クラッド法を使った白いアルミのパネルが使われ、シンボリックな膜状構造の屋根を持つ。

## 展示

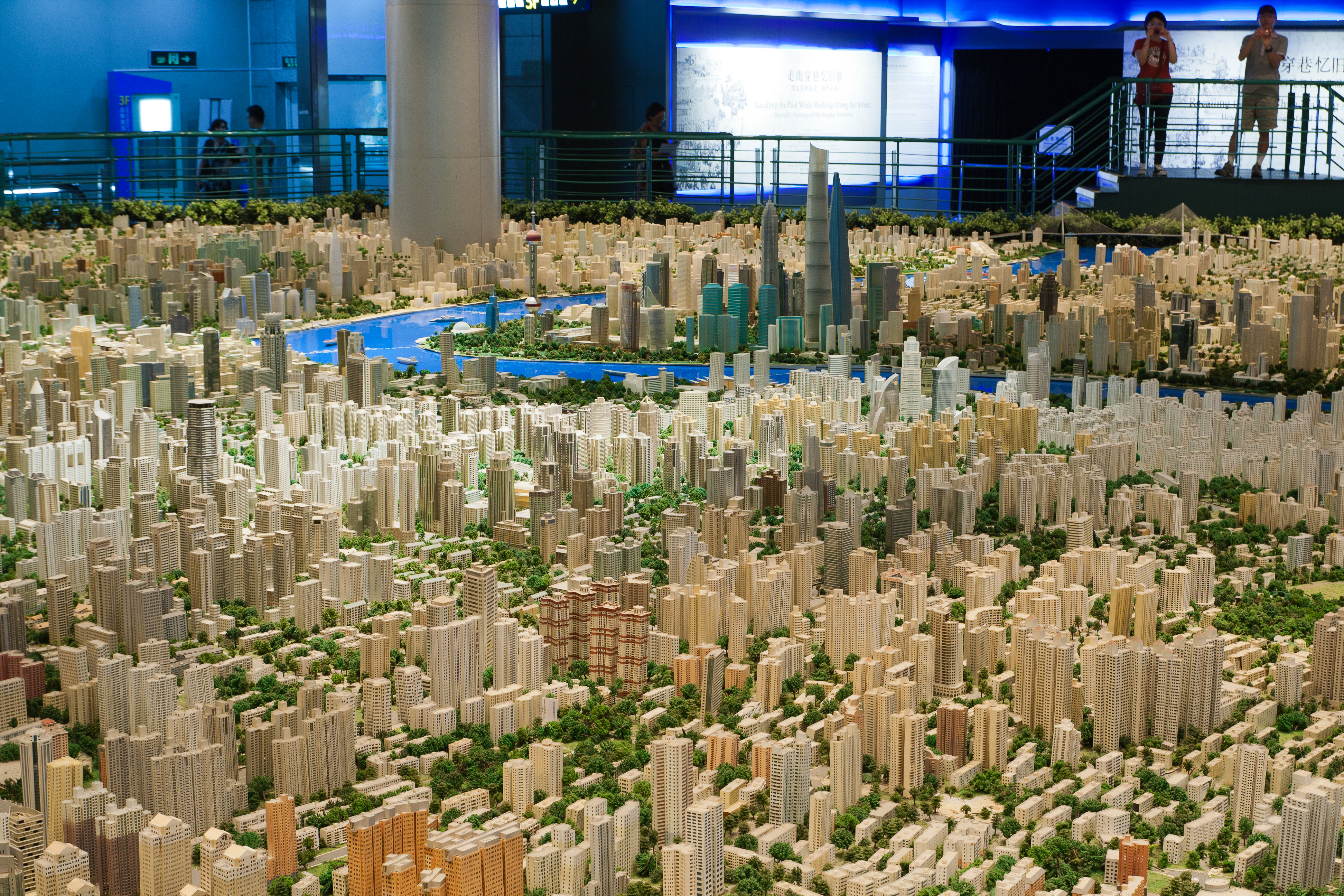
上海のスケールモデルの一部

展示スペースの中心に置かれているのが上海市街のスケールモデルで、現在ある建物に加えて計画中の建物も作られている。入館者は模型のすぐ近くか、吹き抜けの階上に上がって上からぐるりと模型を見て回ることもできる。
この模型は、計画中の建物も含め、市街全体をカバーしている。しかし何本かの支柱が模型の中ほどを貫いているので、そこだけは模型が存在せず、また全体を一度に見渡すこともできなくなっている。
模型のそばには全周スクリーンの小型シアターがある。ここでは未来の上海の町並みを空中遊泳しているかのような映像が上映され、2010年上海万博のパビリオンなど、お馴染みの施設も登場する。

## 関連文献
- Kirk A. Denton, Exhibiting the Past: Historical Memory and the Politics of Museums in Postsocialist China (University of Hawaii Press, 2014), pp. 250-56.